# Caserne Sully
La caserne Sully est un bâtiment situé sur une parcelle à l'entrée de l'ancien domaine royal de Saint-Cloud, abritant depuis le XIXe siècle une caserne et des locaux du ministère de la Défense. Elle a vocation à devenir le musée du Grand Siècle.

## Histoire

### Origine
Sur une parcelle de 1,8 hectare située au nord-est du domaine de Saint-Cloud, à l'emplacement des anciens jardins potagers du château et des jardins particuliers du duc de Chartres, Louis XVIII décide en 1818 de faire édifier un grand corps de logis pour le logement des gardes, mais qui reste sans suite. Charles X fait finalement édifier entre 1825 et 1827 le vaste bâtiment en « L » destiné à loger les gardes du roi, et s'inscrivant dans les grands projets d'aménagements de Saint-Cloud menés par l'architecte du roi Eugène Dubreuil (vraisemblablement l'auteur du bâtiment principal). Après la révolution de 1830, le bâtiment est affecté au département de la Guerre (provisoirement en 1831, et à titre définitif en 1834). Plusieurs bâtiments annexes sont édifiés sur la partie sud de la parcelle, dans les années 1850. Après l'incendie du château de Saint-Cloud en 1870 et la proclamation de la République, le grand corps de logis appelé « bâtiment Charles X » reçoit diverses affectations par le ministère des Armées (il avait été endommagé par les Prussiens, mais réhabilité en 1872-1873) qui en reçoit l'affectation définitive en 1873. Il abrite ainsi le 101e régiment d'infanterie, le dépôt de remonte de Paris, puis le 6e groupe autonome d'artillerie, le centre d'organisation du génie, et enfin après 1945, la direction des études et fabrications d'armement (DEFA), avant de recevoir également dans ces locaux une partie de l'administration du Commissariat à l'énergie atomique. 
Distinct du domaine royal (et à ce titre non protégé par le classement Monument historique), le bâtiment est très largement remanié dans ses volumes intérieurs par ses différents occupants militaires, et le terrain est amputé au nord-ouest vers 1941-1942 par le passage de l'autoroute de Normandie. Il est le théâtre, en 1928, de plusieurs scènes du film Tire-au-flanc de Jean Renoir.

### Projet de reconversion en musée

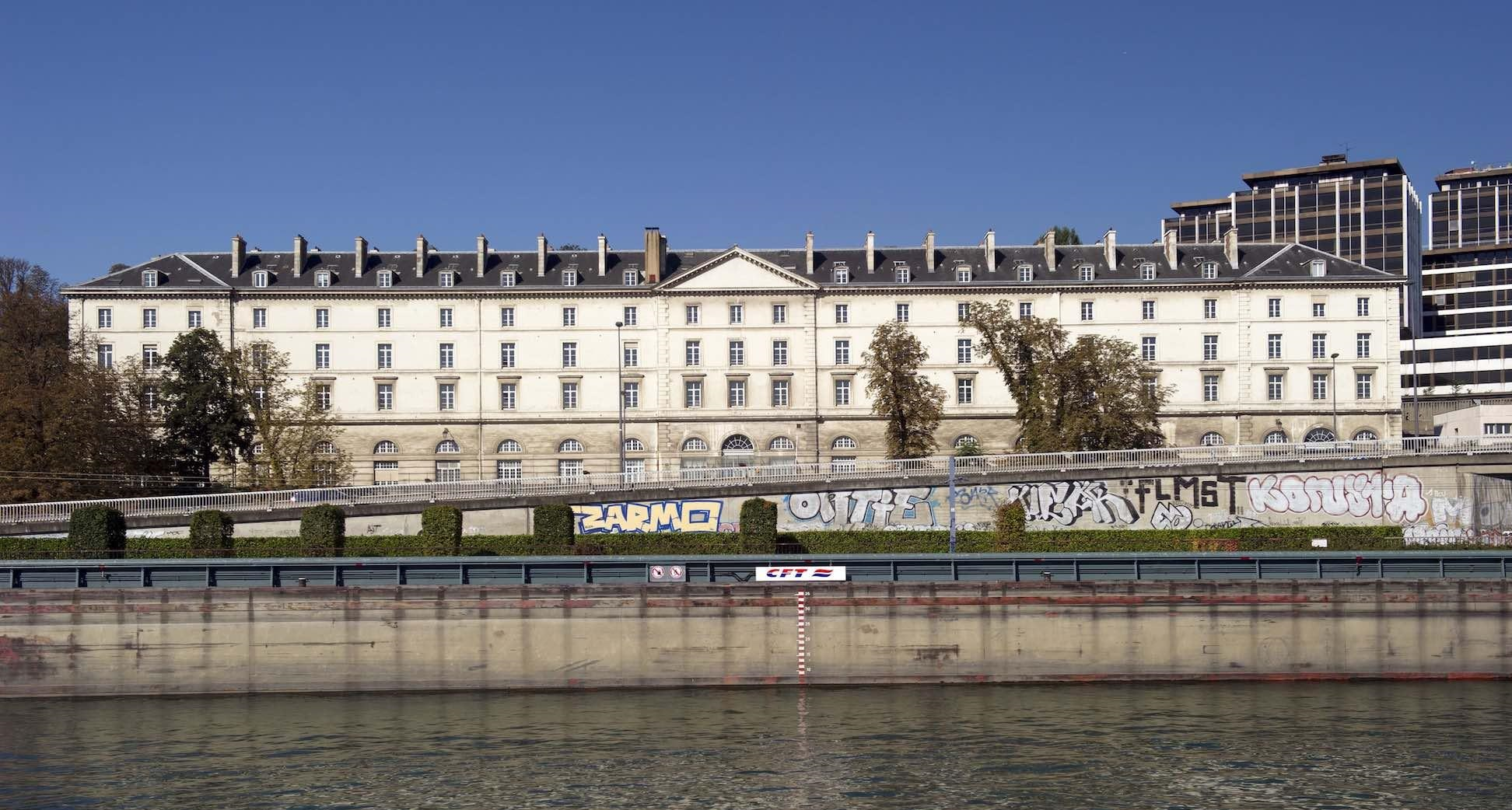
Vue de la caserne Sully, futur musée du Grand Siècle.

En 2008, la direction générale de l'Armement déménage et laisse la caserne sans affectation. Un protocole « Caserne Sully » est signé en 2012 entre le département des Hauts-de-Seine et France-Domaine (gestionnaire du site pour l'État), en vue de l'installation des Archives départementales dans l'ancien bâtiment Charles X. Le protocole reste non appliqué jusqu'au 24 novembre 2016, date à laquelle le département fait l'acquisition du site pour le tarif préférentiel de 10,99 millions d'euros, s'engageant en contrepartie à implanter dans les bâtiments annexes près de 250 logements pour étudiants et jeunes actifs. L'installation des Archives départementales des Hauts-de-Seine et de ses nombreux fonds documentaires (notamment la collection André-Desguine, de 55 000 ouvrages et 150 incunables, ou la bibliothèque d'histoire locale La Souvarine, comptant 40 000 ouvrages), prévu initialement pour 2019, devait s'intégrer dans le projet plus vaste de « Vallée de la Culture » mené par le département sur les rives de la Seine.
En juin 2019 est annoncé un nouveau projet pour la caserne Sully. Les Archives départementales des Hauts-de-Seine, fusionnant partiellement avec celles des Yvelines, seront abritées dans un bâtiment commun à Montigny-le-Bretonneux. La caserne abritera finalement les collections de Pierre Rosenberg, de l'Académie française, historien de l'art et ancien directeur du musée du Louvre, au sein d'un « musée du Grand Siècle » (après un premier projet avorté de « musée Nicolas Poussin » aux Andelys). Le nouveau musée conservera son importante collection de 650 peintures (principalement françaises du XVIIe siècle) et 3 300 dessins, ainsi que sa bibliothèque et sa documentation personnelle, ouverte aux chercheurs, associée à un partenariat scientifique avec l'université Paris Nanterre. L'ouverture au public a été annoncée pour 2025.
Il est aussi prévu de détruire un bâtiment du site, préfabriqué construit dans les années 1970 qui abritait le service informatique de la caserne, et de restaurer l'édifice d'origine.